# Reform UK
Reform UK (REFUK) este un partid politic populist de dreapta din Regatul Unit. A fost fondat ca Partidul Brexit în noiembrie 2018 și a fost redenumit la 6 ianuarie 2021.  Partidul a fost fondat de Nigel Farage și Catherine Blaiklock cu scopul declarat de a pleda pentru Brexit. Înainte de retragerea Regatului Unit din Uniunea Europeană (UE), partidul avea 23 de deputați în Parlamentul European (europarlamentari). Cel mai mare succes electoral al său a fost câștigarea a 29 de locuri și cea mai mare parte a votului național la alegerile pentru Parlamentul European din 2019 din Regatul Unit.